# Clunio marshalli
Clunio marshalli är en tvåvingeart som beskrevs av Stone och Wirth 1947. Clunio marshalli ingår i släktet Clunio och familjen fjädermyggor. Inga underarter finns listade i Catalogue of Life.